# Navarre (Floride)
Pour les articles homonymes, voir Navarre.
Navarre est une census-designated place située dans le comté de Santa Rosa, dans l’État de Floride, aux États-Unis. Sa population s’élevait à 32 036 habitants en 2010, estimée à 42 300 habitants en 2020.

## Démographie
| 1970  | 1990  | 2000   | 2010   | - | - |
| ----- | ----- | ------ | ------ | - | - |
| 1 500 | 8 673 | 19 255 | 31 378 | - | - |